# 台湾外記
『台湾外記』（たいわんがいき、繁体字：臺灣外記、拼音：Tāi-wān wài jì）は、清朝初期、康煕帝の時代に書かれた、鄭氏一族の事蹟を記した書である。『台湾外紀（臺灣外紀）』、『台湾外誌（臺灣外誌）』ともされる。
作者は江日昇で、史書と章回小説の間の体裁をとり、鄭芝龍、鄭成功、鄭経、鄭克塽一族の発展の事蹟を記している。鄭氏一族の資料はきわめて少なく、本書は小説でありながらも、内容は江日昇の父から情報もあり、資料がない空白部分を埋めており、学術上も重要な資料とされる。
江日昇の父江美鰲は南明の将軍で、最初は鄭彩指揮下にあり、後に鄭成功の指揮下に加わった。鄭彩の命令で唐王朱聿鍵を福建まで送り、朱聿鍵はこの地で明（南明）の皇帝を称した（隆武帝）。三藩の乱の時、鄭経が広東省恵州を攻撃した後、江美鰲は連平知州に任じられたが、その後に清朝に投降している。江日昇は幼少から父が鄭氏一族について話すのを聞いており、後に「閩人が閩の事蹟を話す、国史を編修する者に採択させなければならない」として、本書を著している。
本書の記事に書かれている内容は、明の天啓元年（1621年）、鄭芝龍が泉州から澳門に移るところから、清の康煕22年（1683年）、鄭克塽が清に降伏するまでの63年の事蹟である。その内容は、鄭芝龍の活躍に始まり、隆武帝の朝廷を助けること、鄭成功の家族、清朝への抵抗、和平と最後の投降にまで及んでいる。
葉石濤は、明の鄭氏に触れる伝記文献の中で、『台湾外記』は首尾一貫しており、すこぶる価値のあるものだ、と評価している。

## 書目章巻
1. 自序
2. 卷一、江夏侯驚夢保山　顏思齊敗謀日本
3. 卷二、蔡善繼出海招安　盧毓英陸鵝被獲
4. 卷三、往舊鎮芝龍就撫　戰赤湖劉香殞命
5. 卷四、登煤山明祚攸終　定燕都我朝一統
6. 卷五、唐監國福州假號　黃道周南京盡節
7. 卷六、肇慶府桂王僭位　曾厝鞍施郎逃生
8. 卷七、困漳州金礪解圍　逃舟山魯王入海
9. 卷八、國軒合謀歸鄭藩　甘煇用火破仙游
10. 卷九、獻海澄黃梧歸誠　護國嶺格商被斬
11. 卷十、成功敗積於江南　甘煇死節於崇明
12. 卷十一、何斌獻策取臺灣　黃梧密疏遷五省
13. 卷十二、入緬甸桂王受辱　閱祖訓成功歸天
14. 卷十三、周金斌金廈大戰　陳永華東寧建國
15. 卷十四、施提督兩疏進剿　王巡撫遺疏開界
16. 卷十五、明尚書入閩議撫　范總督抵任上琉
17. 卷十六、下漳州啟泰死難　通海上三藩俱舉
18. 卷十七、黃芳度畏迫詐降　耿精忠見敗修好
19. 卷十八、授南邦之信遇敵　破清漳吳淑獻城
20. 卷十九、平福省范公死節　戰龍江許耀逃竄
21. 卷二十、敗七府國泰執法　入潮州進忠歸正
22. 卷二十一、劉國軒大鬧江東　段應舉被困海澄
23. 卷二十二、國軒率眾圍泉城　啟聖具題復遷界
24. 卷二十三、盛天福克𡒉監國　坂尾寨吳淑喪身
25. 卷二十四、劉國軒單騎救主　陳永華墮計辭權
26. 卷二十五、錫範為婿試克𡒉　啟聖保題請施琅
27. 卷二十六、施提督連疏議勛　姚即院遣使再撫
28. 卷二十七、克塽信讒斂百姓　藍理負傷攻澎湖
29. 卷二十八、江勝邱煇雙盡節　國軒良驥遁臺灣
30. 卷二十九、武平伯力勸納款　寧靜王一門殉烈
31. 卷三十、施將軍議留臺灣　大清國四海太平

## 参考資料
- 江日昇、『台湾外記』10巻、台湾文献叢刊、1960年
- 江日昇撰、劉文泰　等點校、『臺灣外誌』、齊魯書社、2004年、ISBN 7-5333-1342-9
- 奈良修一『鄭成功―南海を支配した一族』(世界史リブレット人 42) 山川出版社、2016年; ISBN 978-4634350427、ISBN 4-634-35042-4